# Kompania graniczna KOP „Wojtkiewicze”

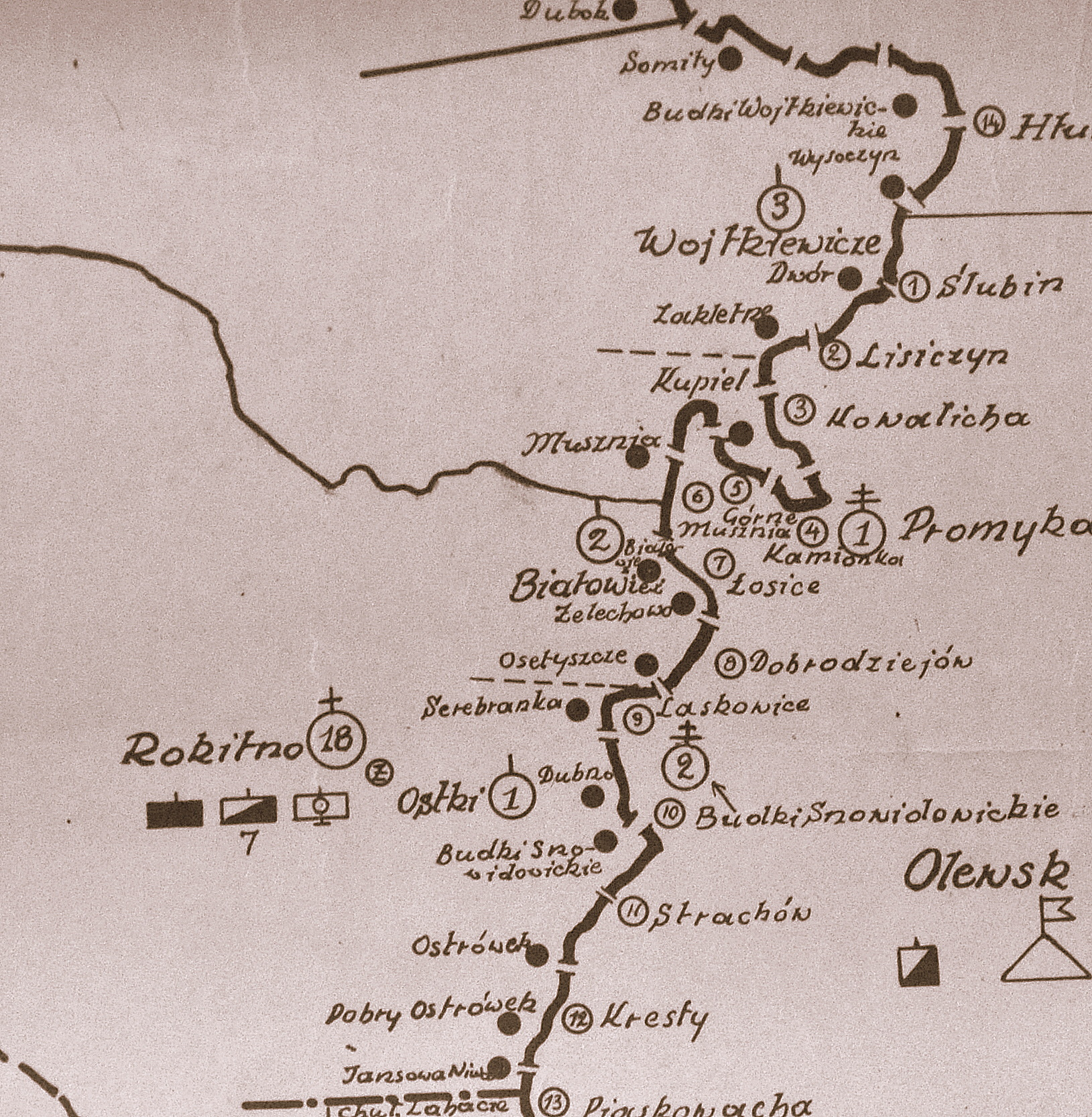
Rozmieszczenie batalionu KOP „Rokitno” w 1931

Kompania graniczna KOP „Wojtkiewicze” – pododdział graniczny Korpusu Ochrony Pogranicza pełniący służbę ochronną na granicy polsko-radzieckiej.

## Formowanie i zmiany organizacyjne
Na podstawie rozkazu Ministra Spraw Wojskowych nr 1600/tjn./O.de B/25, w drugim etapie organizacji Korpusu Ochrony Pogranicza, w terminie do 1 marca 1925 sformowano 18 batalion graniczny , a w jego składzie 3 kompanię graniczną KOP.
W listopadzie 1936 kompania liczyła 2 oficerów, 9 podoficerów, 5 nadterminowych i 102 żołnierzy służby zasadniczej.
W 1939 3 kompania graniczna KOP „Wojtkiewicze” nadal podlegała dowódcy batalionu KOP „Rokitno”.

## Służba graniczna
Podstawową jednostką taktyczną Korpusu Ochrony Pogranicza przeznaczoną do pełnienia służby ochronnej był batalion graniczny. Odcinek batalionu dzielił się na pododcinki kompanii, a te z kolei na pododcinki strażnic, które były „zasadniczymi jednostkami pełniącymi służbę ochronną”, w sile półplutonu. Służba ochronna pełniona była systemem zmiennym, polegającym na stałym patrolowaniu strefy nadgranicznej i tyłowej, wystawianiu posterunków alarmowych, obserwacyjnych i kontrolnych stałych, patrolowaniu i organizowaniu zasadzek w miejscach rozpoznanych jako niebezpieczne, kontrolowaniu dokumentów i zatrzymywaniu osób podejrzanych, a także utrzymywaniu ścisłej łączności między oddziałami i władzami administracyjnymi. Miejscowość, w którym stacjonowała kompania graniczna, posiadała status garnizonu Korpusu Ochrony Pogranicza.
3 kompania graniczna „Wojtkiewicze” w 1934 ochraniała odcinek granicy państwowej szerokości 42 kilometrów 850 metrów. Po stronie sowieckiej granicę ochraniały zastawy „Hłuszkiewicze”, „Ślubin” i „Lisiczyn” z komendantury „Promykanje” .
Kompanie sąsiednie:
- 3 kompania graniczna KOP „Kołki” ⇔ 2 kompania graniczna KOP „Białowiż” – 1928[7], 1929[8], 1931[6] , 1932[9], 1934[10], 1938[11]

## Działania kompanii we wrześniu 1939
17 września 1939 batalion graniczny „Rokitno” mjr. Wojciechowskiego zaatakowany został przez pododdziały 15 Korpusu Strzeleckiego komdiwa Piotra Fiłatowa. Zadaniem korpusu było zdobycie Sareńskiego Odcinka Umocnionego na Słuczy. Na linii strażnic uderzyły pododdziały 18. i 19 Oddziału Wojsk Pogranicznych NKWD.
3 kompania graniczna „Wojtkiewicze” 17 września nie była atakowana. Poszczególne strażnice wycofały się do m.p. kompanii. Ze strażnicy „Dwór” trzej żołnierze w tym podoficer zdezerterowali i przeszli granicę na kierunku sowieckiej strażnicy „Uroczyska Dalninskoje”. Opuszczone strażnice zajął 18 września około 10:00 sowiecki 18 Oddział Pograniczny .
Pododdziały zgrupowane w Rokitnie w godzinach południowych 17 września rozpoczęły wycofywanie się w kierunku Sarn. W godzinach popołudniowych zostały zaatakowane przez batalion rozpoznawczy 60 Dywizji Strzeleckiej. Po krótkiej potyczce sowieci nie podjęli pościgu. W godzinach wieczornych do miasta wkroczyły oddziały Armii Czerwonej uwalniając 64 jeńców niemieckich.

## Struktura organizacyjna

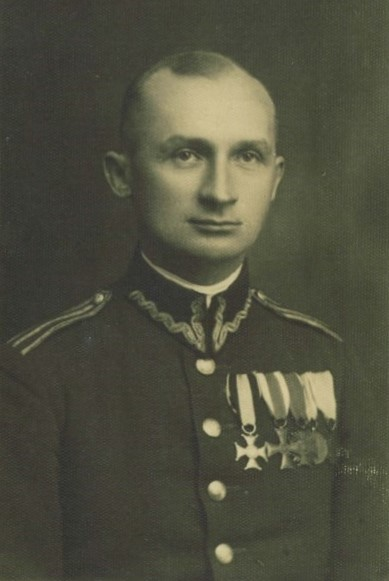
Sierżant szef kompanii Jan Stawarski

Strażnice kompanii w latach 1928 – 1939 
- strażnica KOP „Somity”[d] (Sumita[7][8])
- strażnica KOP „Budki Wojtkiewickie”[e]
- strażnica KOP „Wysoczyczyn”[f] (Wysoczyn[6] ) (Wysycyszyn[7][8])
- strażnica KOP „Dwór”[g]
- strażnica KOP „Zakletne”[h]

## Dowódcy kompanii
- kpt. Alfons Kubosz (był IX 1928 – 29 III 1931 → ubył do 68 pp )[20]
- kpt. Piotr Janik (16 III 1931 – 21 III 1934 → przeniesiony do 67 pp)[20]
- kpt. Franciszek Schubert (23 III 1934 – )[20]
- por. Czesław Barylewski[i] (– 1939)